# Льдоков, Александр Владимирович
Александр Владимирович Льдоков (род. 23 октября 1969, Ижевск, УАССР, РСФСР, СССР) — Мастер спорта России по международным шашкам, Мастер FMJD (Международной Федерации шашек), Чемпион России в составе сборной команды Удмуртии 2023—2024 годов, Заслуженный тренер Удмуртской Республики, судья Всероссийской категории. Тренер сборной команды России. Исполнительный директор ООО «Федерация шашек Удмуртской Республики».
Среди учеников: Чемпионка России по международным шашкам среди женщин в 2023 году, победитель Первенства мира среди девушек в 2021 году, мастер спорта Маргарита Федорова, серебряный призер чемпионата России по международным шашкам среди мужчин 2024 года мастер спорта Илья Дериглазов, победители и призёры Первенств мира и Европы среди юношей и девушек Рушания Ягафарова, Елизавета Бородачева, Андрей Филимонов, Александр Попов, Илья Дериглазов.
Увлечения: Джаз и рок музыка. Организовал в 1986 году первый и единственный Heavy Metal Rock клуб в Ижевске.
Регулярно участвует в Hi-fi & Hi-End show в Москве. Продюссер исполнительницы каверов Xu L.
FMJD-Id: 13506.